# Anita Berber
Anita Berber (* 10. Juni 1899 in Leipzig; † 10. November 1928 in Berlin) war eine deutsche Tänzerin und Schauspielerin. Der Film Anita – Tänze des Lasters von Rosa von Praunheim widmet sich ihrem Leben.

## Leben

### Ihr Aufstieg

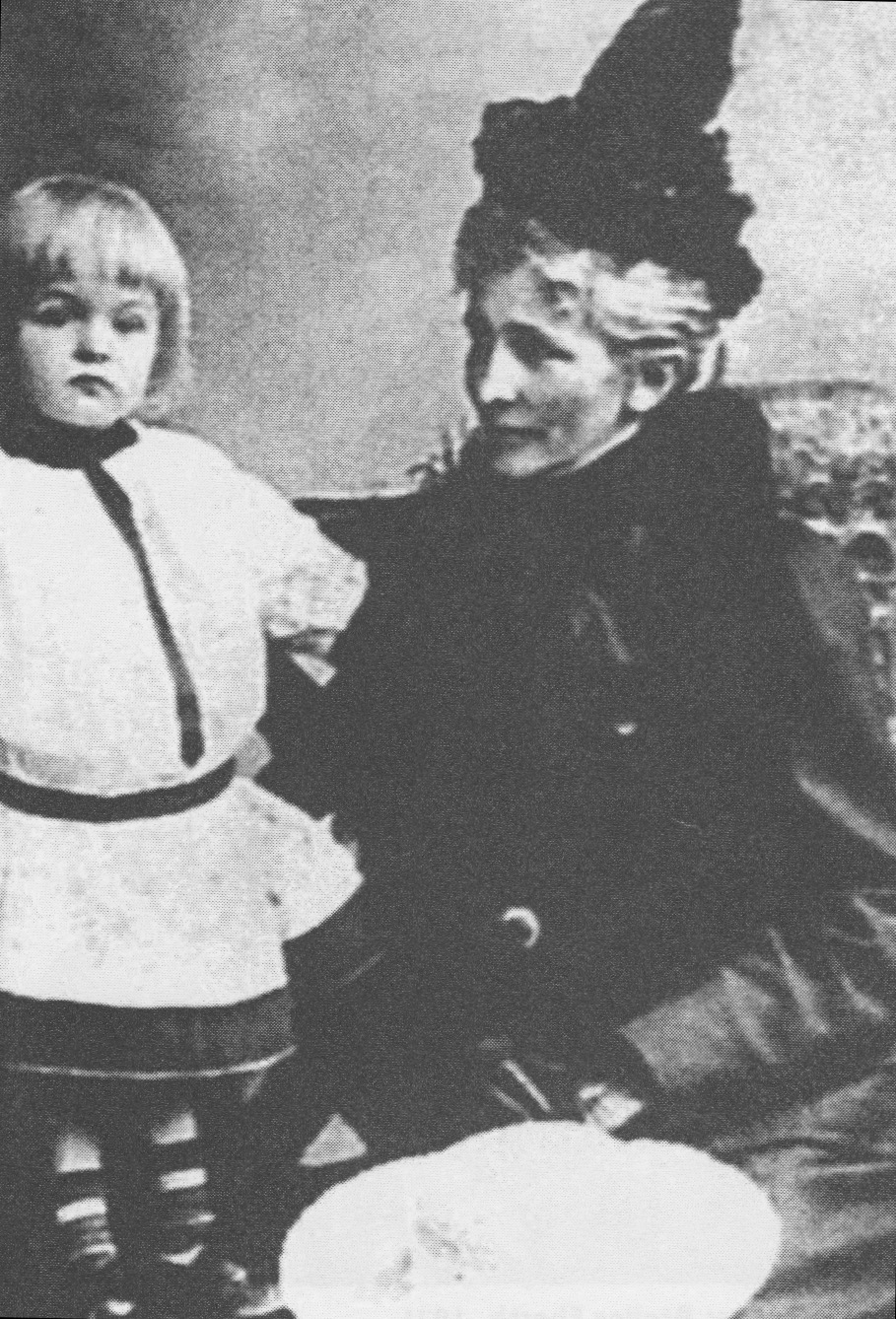
Anita Berber mit ihrer Großmutter Luise Thiem, 1901

Anita Berber war die Tochter des Violinvirtuosen Professor Felix Berber und der Kabarettistin und Chansonsängerin Lucie Berber, geb. Thiem. Bereits 1902 ließen sich die Eltern wegen „unüberbrückbarer charakterlicher Gegensätze“ scheiden. 1906 zog sie zu ihrer Großmutter Luise Thiem nach Dresden, wo sie in gutbürgerlichen Verhältnissen aufwuchs und dort bis 1913 die höhere Töchterschule besuchte. Nachdem sie im April 1914 konfirmiert worden war, verbrachte sie einige Monate im Internat des Töchterbildungsinstituts von Curt Weiß in Weimar. Zu Beginn des Ersten Weltkrieges 1914 zog Berber zu ihrer Mutter nach Berlin-Wilmersdorf, wo sie zusammen mit ihrer Großmutter und ihren zwei unverheirateten Tanten, Else und Margarete Thiem, in einer Wohngemeinschaft in der Zähringerstraße lebte. Der Mutter war es zuvor gelungen, feste Engagements an Berliner Kabaretts wie dem Chat Noir zu erhalten. Ab 1915 nahm Berber Schauspielunterricht bei Maria Moissi und später auch Tanzunterricht bei Rita Sacchetto. Ihre ersten Auftritte mit ihrer Tanzschule lassen sich in das Jahr 1916 datieren. Schon 1917 trennte sie sich von ihrer Lehrerin Sacchetto, da es zu Differenzen wegen Berbers Tanzstil gekommen war. Sie absolvierte fortan selbstständig Auftritte in Varietés wie dem Apollo Theater, dem Wintergarten und der Weißen Maus. Zu ihrem ersten Solotanzabend im Apollo-Theater Berlin zeigte sie ihren „Koreanischen Tanz“. Noch vor Ende des Ersten Weltkriegs war sie ein Star auf Berlins Bühnen.
Dinah Nelken, mit der sie die Tanzschule besuchte, beschrieb sie folgendermaßen: „Sie war ganz unschuldig und reizend. Sie war von Natur aus ein heiterer Mensch […] spontan und hemmungslos … Bei aller Vorliebe für Flirts hatte sie einen unglaublichen Liebreiz, ohne ordinär zu wirken.“ Das Modejournal Elegante Welt suchte Berbers „eigenartigen Reiz“ mit ihrer „knabenhaften“ Statur und „herben Schlankheit“ zu begründen. Doch nicht nur die Modewelt wurde auf sie aufmerksam, sie prägte auch die Mode der Zeit. Sie war die erste Frau, die einen Smoking trug: „Eine Zeit lang machten ihr in Berlin die mondänen Weiber alles nach. Bis aufs Monokel. Sie gingen à la Berber.“ berichtet Siegfried Geyer.
Pirelli wurde 1918 ihr neuer Ballettmeister, der mit ihr einen neuen Tanzstil erprobte und die Programme für die folgenden Gastspielreisen zusammenstellte. Im selben Jahr unternahm Berber ihre erste Auslandsreise in die Schweiz, nach Ungarn und Österreich. Der österreichische Bildhauer Constantin Holzer-Defanti gestaltete für das Rosenthal Porzellanwerk in Selb zwei Anita-Berber-Figuren (Koreanischer Tanz und Pierrette). Nach ihrer Rückkehr nach Berlin heiratete sie 1919 Eberhard von Nathusius (1895–1942), einen wohlhabenden Offizier und Antiquar, Enkel von Philipp von Nathusius-Ludom. Die Ehe blieb kinderlos und wurde am 10. Januar 1922 geschieden. Ab September 1924 war sie mit dem Sänger Heinrich Châtin-Hofmann verheiratet.
„Anita Berber und Josephine Baker waren in den 1920er Jahren die bekanntesten Tänzerinnen, die mit ihren aufreizenden und akrobatischen Tänzen die meisten Menschen inspirierten. Sie traten auch beide in Berlin auf. Anita hatte ihren eigenartigen Reiz, ebenso mit ihrer spontanen und zum Teil hemmungslosen Art. Deshalb lagen ihr ein Teil der Männer aber auch manche Frauen zu Füßen. Auch der dänische Orient-Maler Hugo Vilfred Pedersen 1870 – 1959 hatte Anita in den 20er Jahren in Berlin gesehen und erlebt und sie dann später mit Schmink-Utensilien in der Garderobe porträtiert. Das Gemälde, Öl auf Leinwand 33 × 23 cm, zeigt sie auch in einer lieblichen unschuldigen Art. Er besuchte A. Berber in verschiedenen Städten, wo sie auftrat. Wahrscheinlich wurde er von dem Film Schminke 1922 beeinflusst.“

### Skandale

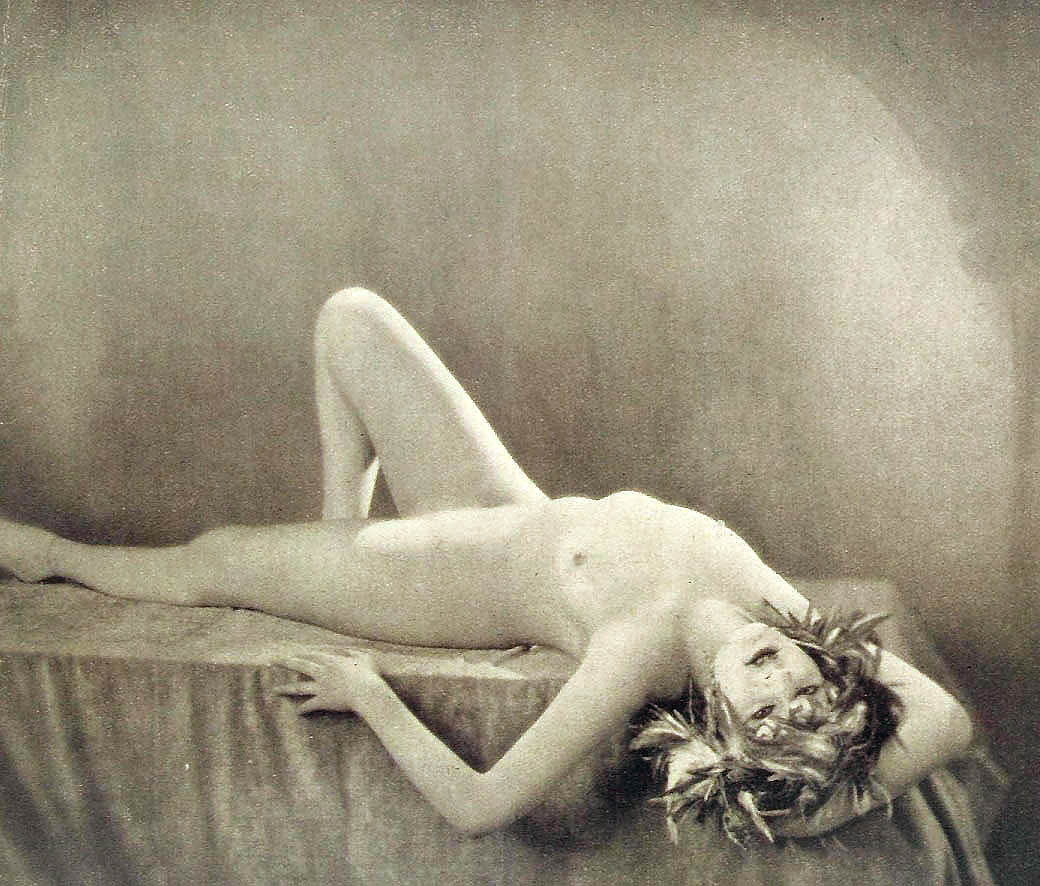
Anita Berber (Fotografie von Alexander Binder, 1920)

„Anita Berber galt als verrucht, Vamp und Femme fatale, das Sinnbild des puren Exzesses und der neuen, begehrenden Frau zugleich und als die Verkörperung des weiblichen Bohémiens. Ihre exzessive Lebensweise sorgte immer wieder für Anstoß und Aufsehen. Sie zog Skandale förmlich an, sie nahm Morphin und Kokain, trank pro Tag eine Flasche Cognac und prügelte sich mit jedem, der ihr quer kam. Ihre Hemmungslosigkeit verkörperte den wilden Drang ihrer Generation zu leben, ohne Gedanken an eine schon verlorene Zukunft. Sie war schon immer so, wie die Deutschen erst durch die Inflation wurden: verschwenderisch. Nicht aber aus Prasserei, sondern weil ihr das Wort Zukunft völlig egal war. Dadurch wurde sie zum Idol der Inflation, zu ihrer Todesgöttin. 1925 stand sie komplett nackt für Otto Dix Modell, der sie so alt malte, wie sie nie wurde: ausgezehrt, eingefallen, faltig, der Mund blutrot, der Teint blass und die Augen todesdunkel. Doch sie verkaufte ihren Körper nicht nur als Modell, sie bot ihn auch physisch feil. Martha Dix: „Jemand sprach sie an, und sie sagte ,200 Mark.’ Ich fand das gar nicht so furchtbar. Irgendwie musste sie ja Geld verdienen“. Ihre oft nackt dargebotenen Tänze führten immer wieder zu tumultartigen Szenen während der Auftritte. Anita Berber machte Schluss mit jeder preußischen Disziplin und war berüchtigt für ihre Unpünktlichkeit und Unzuverlässigkeit. So manches Mal fiel ein Auftritt aus, weil sie betrunken war oder von Morphium und Kokain benebelt.“

Im Jahre 1922 verließ Berber ihren Ehemann und zog zu ihrer Freundin Susi Wanowsky, zu der sie eine lesbische Beziehung hatte. Nach einem ersten Gastspiel im Wiener Konzerthaus im November und Dezember 1920 gab sie mit ihrem Tanzpartner und zweiten Ehemann Sebastian Droste (bürgerlich: Willy Knobloch) 1922 ein weiteres Gastspiel in Wien, wobei der erste Auftritt im November ebenfalls im Wiener Konzerthaus stattfand. Ihre gemeinsame Tanzproduktion Tänze des Lasters, des Grauens und der Ekstase war restlos ausverkauft und von Skandalen überlagert. Die Presseberichte trugen dazu bei, dass jeder das Paar tanzen sehen wollte. Berber und Droste veröffentlichten 1923 unter dem Titel der Tanzproduktion im Wiener Gloriette Verlag ein bibliophiles Buch, in dem Gedichte, Texte, Zeichnungen und Fotografien zu ihren Choreographien präsentiert werden. Bei Madame d’Ora entstanden eine Reihe von ausdrucksstarken Aufnahmen, die damals auch im Berliner Magazin und in Die Dame veröffentlicht wurden. Die Künstlerin wurde mehrfach von der Polizei aufgefordert, die Stadt zu verlassen. In den Wochen nach der Aufführung kam es immer wieder zu Streit wegen nicht eingehaltener Verträge. Droste wurde in Österreich wegen versuchten Betrugs verhaftet und am 5. Januar 1923 ausgewiesen. Berbers Ausweisung nach Ungarn erfolgte am 13. Januar 1923. In Budapest traf sie wieder auf Droste, mit dem sie zurück nach Berlin ging. Im Juni 1923 verließ Droste Berber unter Mitnahme ihres Schmucks und ging nach New York, wo er als Amerika-Korrespondent für die B.Z. am Mittag arbeitete. Aus den USA zurückgekehrt, starb er am 27. Juni 1927 in Hamburg.

### Filmkarriere

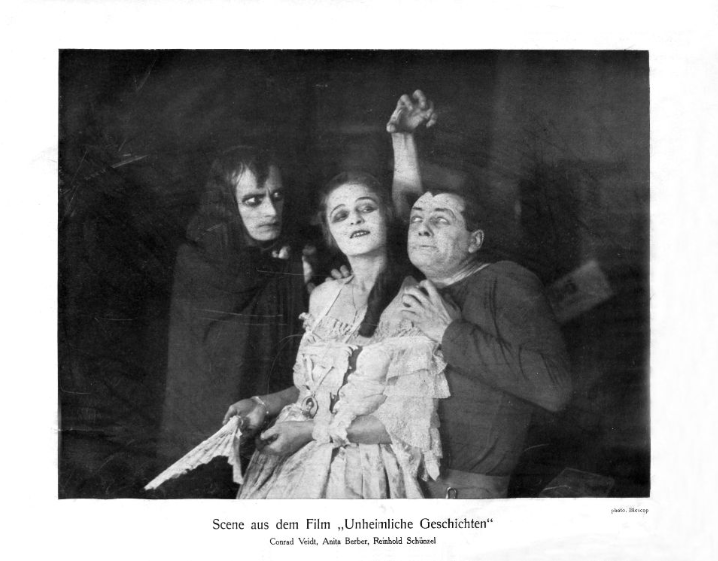
Anita Berber im Film Unheimliche Geschichten, 1919

Anita Berber trat in der Zeit von 1918 bis 1925 als Filmdarstellerin in Erscheinung. Entdeckt wurde sie durch Richard Oswald. Sie arbeitete mit Conrad Veidt, Paul Wegener, Reinhold Schünzel, Hans Albers, Emil Jannings, Alexander Granach, Albert Bassermann und Wilhelm Dieterle zusammen.
- 1918: Das Dreimäderlhaus
- 1918: Dida Ibsens Geschichte
- 1919: Die Reise um die Erde in 80 Tagen
- 1919: Anders als die Andern
- 1919: Die Prostitution, 1. Teil: Das gelbe Haus
- 1919: Peer Gynt, 2. Teil: Peer Gynts Wanderjahre und Tod
- 1919: Unheimliche Geschichten – Grausige Nächte (Regie Richard Oswald)
- 1920: Der Graf von Cagliostro
- 1920: Nachtgestalten (Regie Richard Oswald)
- 1920: Der Schädel der Pharaonentochter
- 1920: Der Falschspieler
- 1920: Yoshiwara, die Liebesstadt der Japaner
- 1921: Die Nacht der Mary Murton
- 1921: Verfehltes Leben
- 1921: Die Goldene Pest
- 1921: Lucifer
- 1922: Dr. Mabuse, der Spieler, 1. Teil: Der große Spieler - Ein Bild der Zeit (Regie Fritz Lang); Kurzauftritt als Double von Aud Egede-Nissen als Tänzerin Cara Carozza
- 1922: Im Kampf mit einem unsichtbaren Feind
- 1922: Lucrezia Borgia (Regie Richard Oswald)
- 1922: Schminke
- 1922: Die vom Zirkus
- 1923: Ja, wenn der Strauß an Walzer spielt!
- 1923: Die Drei Marien und der Herr von Marana
- 1923: Irrlichter der Tiefe
- 1923: Wien, du Stadt der Lieder
- 1923: Moderne Tänze/Tänze des Grauens, des Lasters und der Ekstase (Kurz-Dokumentarfilm)
- 1925: Ein Walzer von Strauß (nur Tanz Astarte aus Irrlichter der Tiefe)

### Letzte Lebensjahre und Tod

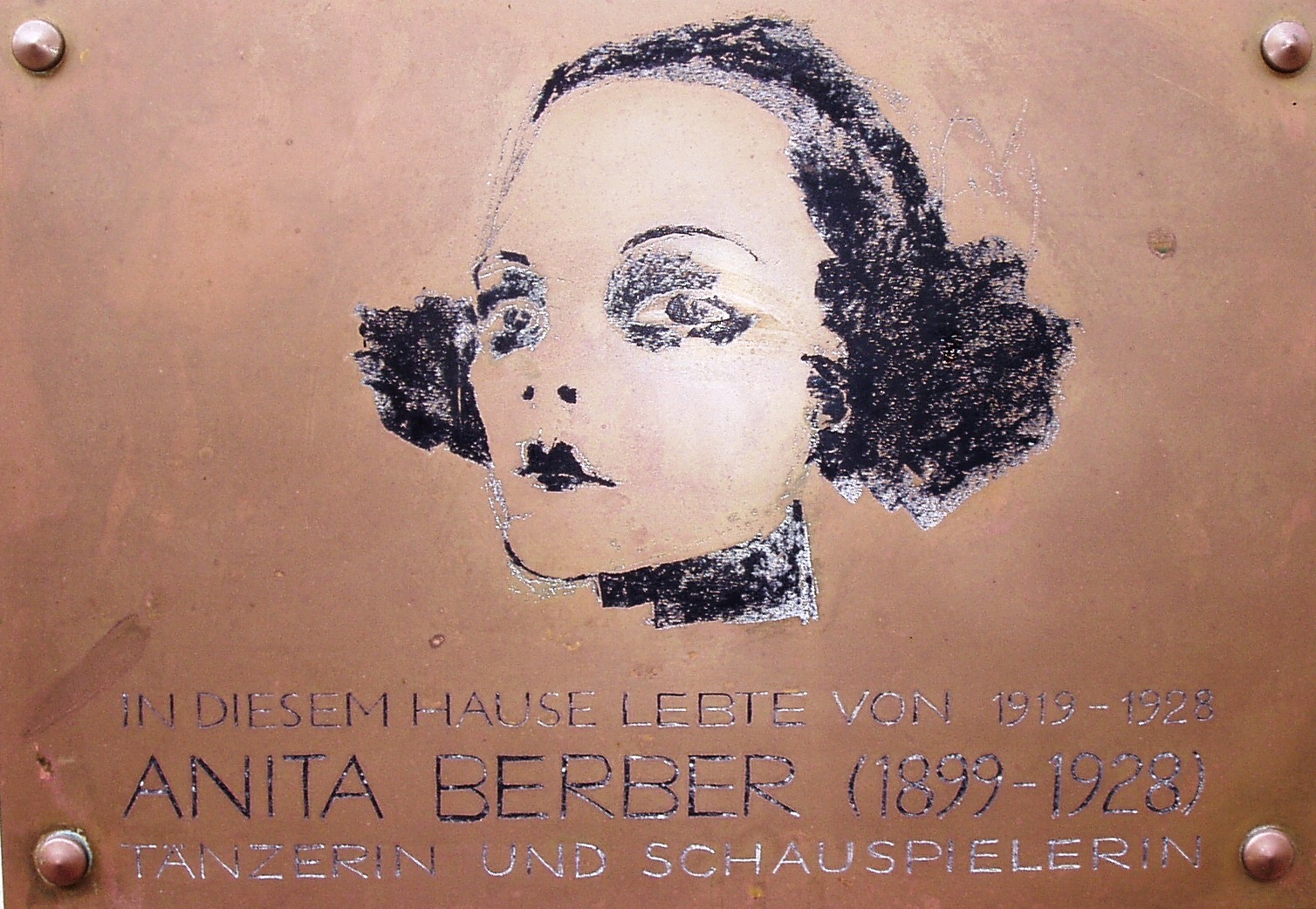
Gedenktafel in Berlin-Wilmersdorf, Zähringerstraße 13

1924 lernte Berber den amerikanischen Tänzer Henri Châtin Hofmann kennen, den sie am 10. September des Jahres heiratete. Beide traten zusammen in den Kabaretts „Die Rakete“, „Weiße Maus“ und „Die Rampe“ auf. Es folgten 1925 Tourneen in Europa und Deutschland, die immer wieder von Skandalen überschattet wurden. 1926 wurde Hofmann im „Sect-Pavillon“ in Prag wegen einer Schlägerei vorübergehend festgenommen. Mit einem neuen Programm traten er und Berber später in Hamburg im „Alkazar“ auf. Mitte der 1920er Jahre verkehrte Berber regelmäßig im Originalen Eldorado in der Martin-Luther-Straße, wo sie reichlich Alkohol und Kokain konsumierte.
1927 kam es zwischen Berber und ihrem Vater zum Bruch. Sie kehrte Deutschland den Rücken und begab sich mit Hofmann auf eine ausgedehnte Tournee durch den Nahen Osten. Am 13. Juni 1928 brach sie in Damaskus auf der Bühne zusammen. Geschwächt durch langjährigen Drogenkonsum erkrankte sie unheilbar an Tuberkulose. Die Erkrankung führte sie zurück nach Europa. In Prag ging dem Paar das Geld für die Weiterreise aus. Nur mit Hilfe von Spenden aus Berliner Künstlerkreisen kamen beide zurück nach Berlin. Am 10. November 1928 starb Anita Berber im Alter von 29 Jahren im dortigen Bethanien-Krankenhaus an den Folgen ihrer Tuberkulose.
Ihre letzte Ruhestätte fand sie auf dem Alten Friedhof der St.-Thomas-Gemeinde Berlin östlich der Hermannstraße. Die Ende der 1950er Jahre eingeebnete Grabstelle ist vor kurzem wieder gekennzeichnet worden (Stelle WO1-006-020).

## Ehrungen

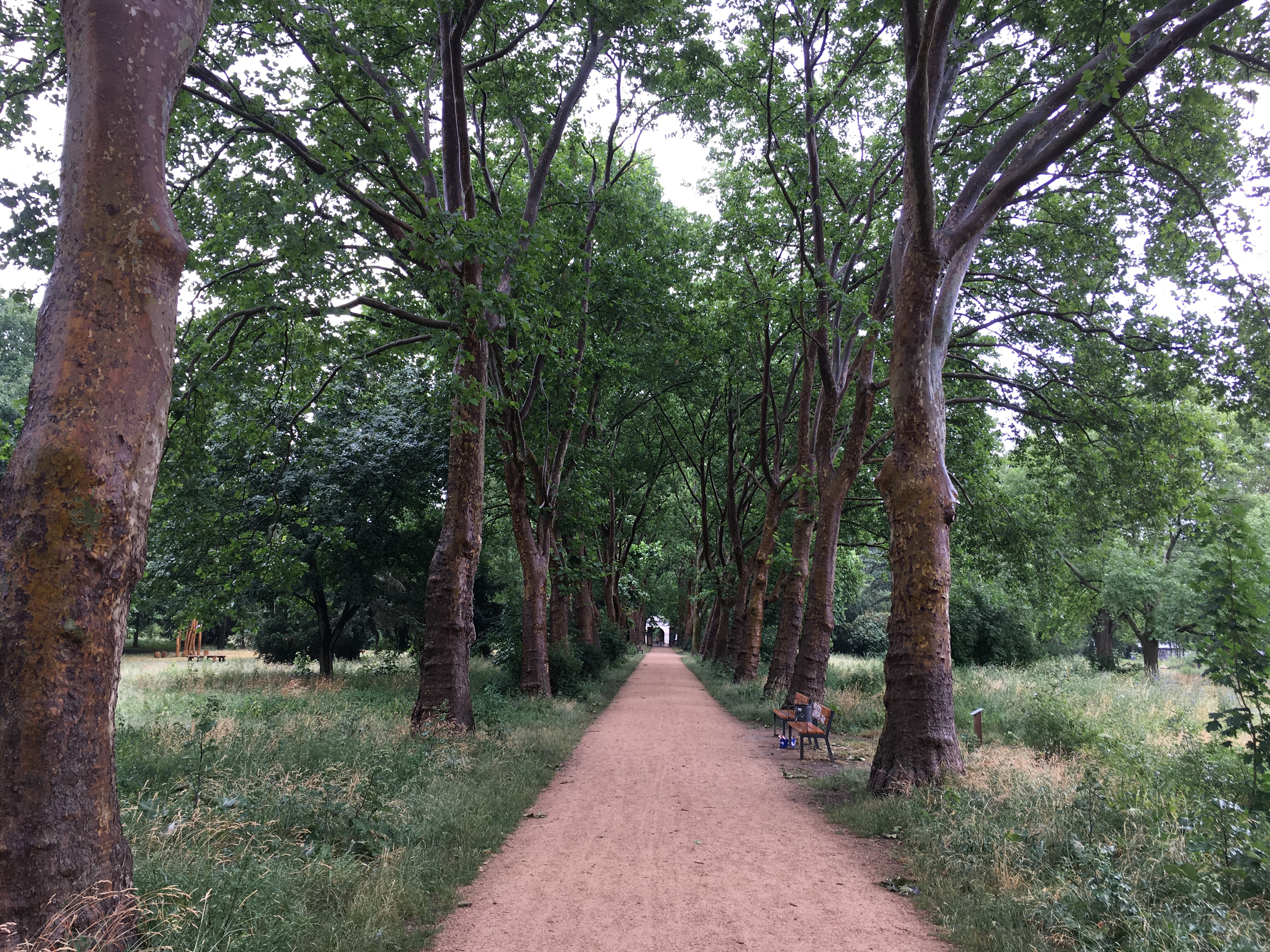
Anita-Berber-Park in Berlin

Der neue St.-Thomas-Friedhof westlich der Hermannstraße wurde 2015 vom Bund erworben und in eine naturnahe Grünfläche umgebaut; er wurde als Anita-Berber-Park am 10. Juli 2017 für die Öffentlichkeit freigegeben.
Im Berliner Ortsteil Gesundbrunnen ist eine Bar nach ihr benannt.

## DasBildnis der Tänzerin Anita Berbervon Otto Dix
Anita Berber stand 1925 „komplett nackt für Otto Dix Modell, der sie so alt malte, wie sie nie wurde: ausgezehrt, eingefallen, faltig, der Mund blutrot, der Teint blass und die Augen todesdunkel.“
Das Bild wurde im Dürerjahr 1928 von der Stadt Nürnberg für die Städtische Kunstsammlung angekauft. Nach 1933 wurde es als entartet entfernt. Aktuell ist es im Kunstmuseum Stuttgart zu sehen. Es zeigt die Schauspielerin vor einem roten Hintergrund in einem roten, eng anliegenden und hochgeschlossenen Seidenkleid mit langen Ärmeln.
Am 5. November 1991 brachte die Deutsche Bundespost das Bild der Tänzerin Anita Berber in einer Auflage von 26.032.500 als Sondermarke heraus. Die Frankatur der Marke betrug 60 Pfennig und hat die Michel-Nummer 1572.

## Zitate
„Ist die Gert die leibhaftige Karikatur alles Wirklichen, so ist die Berber die Inkarnation der parodierten Gestalten. Durch und durch dämonische Frau, die gestern noch Mode war. Lasterverheißender Mund, böse Augen, verdorben bis in die Haare hinein. So gleitet sie dahin. Umgirrt etwas imaginär Männliches. Zuckt zurück, lockt und wirkt wie ein schlimmer, drückender Alptraum.
Nichts ist echt. Alles Mache mit Drückerchen. Die schmale Hand, der Schlangenkörper flüstern: Schaut her, was ich alles kann.
So ist die Frau von vorgestern vielleicht gewesen. Raffiniert, unecht und naiv verführend. Weibchen! Und das alles tanzt die Berber oder besser: sie möchte es gern.“

## Schriften
- mit Sebastian Droste: Die Tänze des Lasters, des Grauens und der Ekstase. Gloriette Verlag, Wien 1923.
  - Englische Ausgabe: Dances of Vice, Horror, and Ecstasy. Übersetzt von Merrill Cole. Side Real Press, Newcastle upon Tyne 2012, ISBN 978-0-9542953-7-0.

### Kunstmappe
- Charlotte Berend-Corinth: Anita Berber. 8 Original-Lithographien. Gurlitt, Berlin 1919.

### Monographien
- Léo Lania: Der Tanz ins Dunkel. Anita Berber, ein biographischer Roman. Adalbert Schultz Verlag, Berlin 1929.
- Joe Jencík: Anita Berberová. Studie. Jan Reimoser Verlag, Prag 1930.
- Joe Jencík: Anita Berber Studie-Neuausgabe in deutscher Übersetzung: K. Kieser Verlag e.K., München 2014, ISBN 978-3-935456-30-2.
- Lothar Fischer: Anita Berber. Tanz zwischen Rausch und Tod. Haude & Spener, Berlin 1984; 3. verbesserte Aufl. 1996, ISBN 3-7759-0410-7.
- Lothar Fischer: Anita Berber. Göttin der Nacht. Edition Ebersbach, Berlin 2006, ISBN 3-938740-23-X.
- Mel Gordon: The Seven Addictions and Five Professions of Anita Berber: Weimar Berlin’s Priestess of Decadence. Feral House, Los Angeles 2006, ISBN 1-932595-12-0.
- Lothar Fischer: Anita Berber, ein getanztes Leben. Eine Biographie. Hendrik Bäßler Verlag, Berlin 2014, ISBN 978-3-930388-85-1.
- Magdalena Vuković (Hg.): Tänze des Lasters, des Grauens und der Ekstase. Anita Berber in Wien 1922. Beiträge zur Geschichte der Fotografie in Österreich, Band 22. Salzburg: Photoinstut Bonartes in der FOTOHOF>EDITION, 2023. ISBN  978-3-903334-64-9
- Armin Fuhrer: Sextropolis. Anita Berber und das wilde Berlin der Zwanzigerjahre. BeBra Verlag, Berlin 2024. ISBN 978-3-8148-0303-6

### Aufsätze (Auswahl)
- Klaus Mann: Erinnerungen an Anita Berber. Mit einem Foto von Madame d’Ora. In: Die Bühne. Jahrgang 1930, Heft 275. Wien 1930, S. 43–44.
- Ralf Georg Czapla: Getanzte Dichtung – gedichteter Tanz. Anita Berbers und Sebastian Drostes „Tänze des Lasters, des Grauens und der Ekstase“ zwischen poetischer Reflexion und tänzerischer Improvisation. In: Johannes Birringer, Josephine Fenger (Hrsg.): Tanz im Kopf – Dance and Cognition. (= Jahrbuch Tanzforschung. Band 15). Lit, Münster u. a. 2005, ISBN 3-8258-8712-X, S. 63–79.
- Johannes Strempel: Morgen früh ist Weltuntergang. In: Michael Schaper (Hrsg.): Die Weimarer Republik. (= GEO Epoche. Nr. 27). Gruner + Jahr, Hamburg 2007, ISBN 978-3-570-19780-6, S. 44–53 (Audiodatei bei SoundCloud).
- Andrea Amort: Der Körper als Fratze. Wien 1922: Die Skandalisierung der Expressionistin Anita Berber. In: Alles tanzt. Kosmos Wiener Tanzmoderne. Hg. v. Andrea Amort, KHM Wien, Hatje Cantz, Berlin 2019, ISBN 978-3-7757-4567-3, S. 104–111.
- Ulrike Wohler: Tanz zwischen Avantgarde und Klassischer Moderne: Anita Berber und Mary Wigman. In: Lutz Hieber, Stephan Moebius (Hrsg.): Avantgarden und Politik. Künstlerischer Aktivismus von Dada bis zur Postmoderne. transcript, Bielefeld 2009, S. 67–88. DOI: https://doi.org/10.25969/mediarep/13376.
- Magdalena Vukoviċ: Die Stimme der Tänzerin. Anita Berber in d'Oras Fotografien. In: Elana Shapira, Anne-Katrin Rossberg (Hrsg.): Gestalterinnen. Frauen, Design und Gesellschaft im Wien der Zwischenkriegszeit. De Gruyter, Berlin 2023, ISBN 978-3-11-077194-7, S. 144–163 (https://doi.org/10.1515/9783110771947-010).

### Belletristik
- Steffen Schroeder: Der ewige Tanz. Rowohlt Berlin, Berlin 2025. ISBN 978-3-7371-0204-9

## Film
- Rosa von Praunheim (Regie): Anita – Tänze des Lasters. Absolut Medien, Berlin 1987 (VHS/DVD), 85 Min.; Darsteller: Lotti Huber, Ina Blum u. a.

## Ausstellung
- Tänze des Lasters, des Grauens und der Ekstase. Anita Berber in Wien 1922, Ausstellung am Photoinstitut Bonartes in Wien (25. August 2023–17. November 2023)